# Graz-Miniaturen

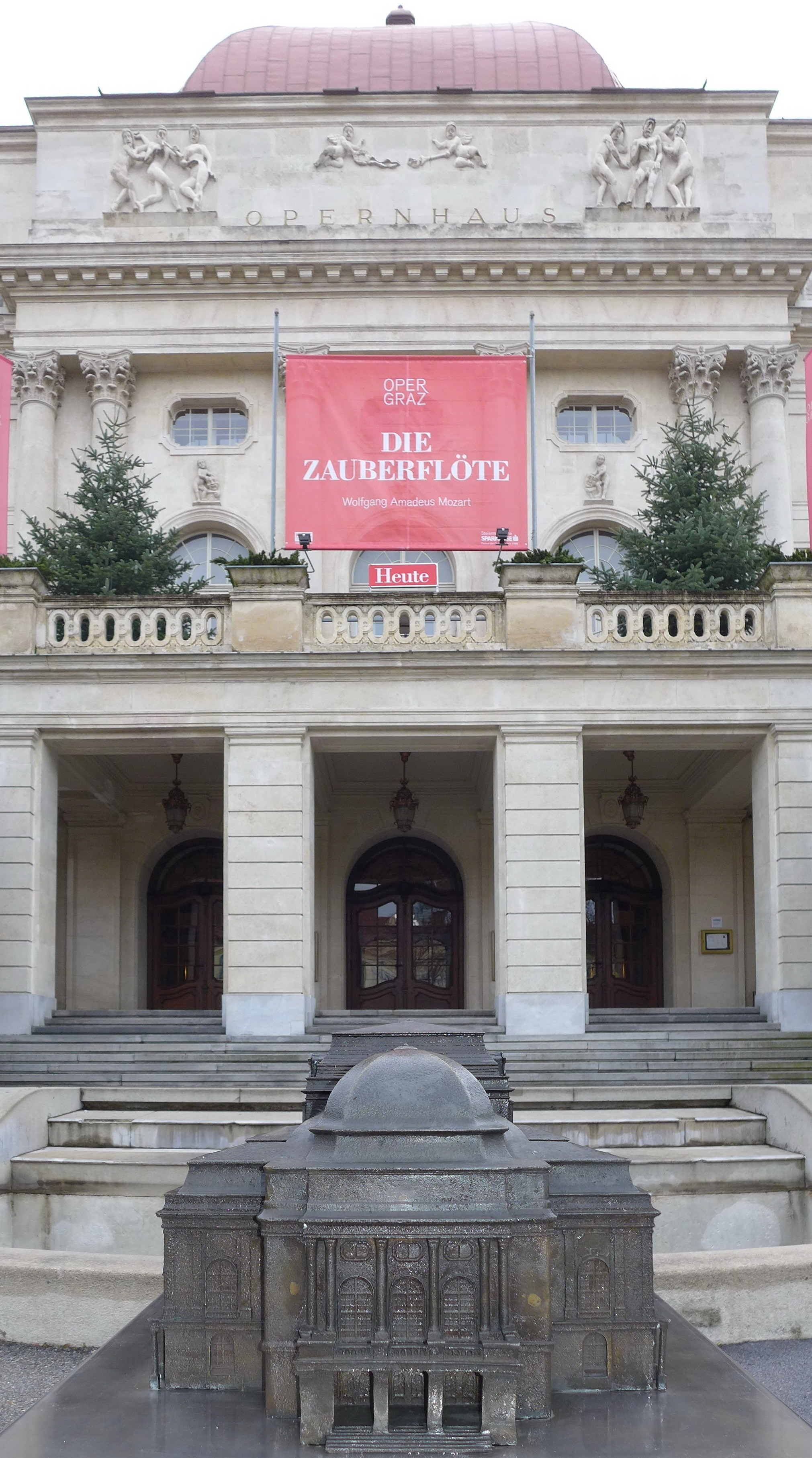
Die Grazer Opern-Miniatur vor dem Grazer Opernhaus

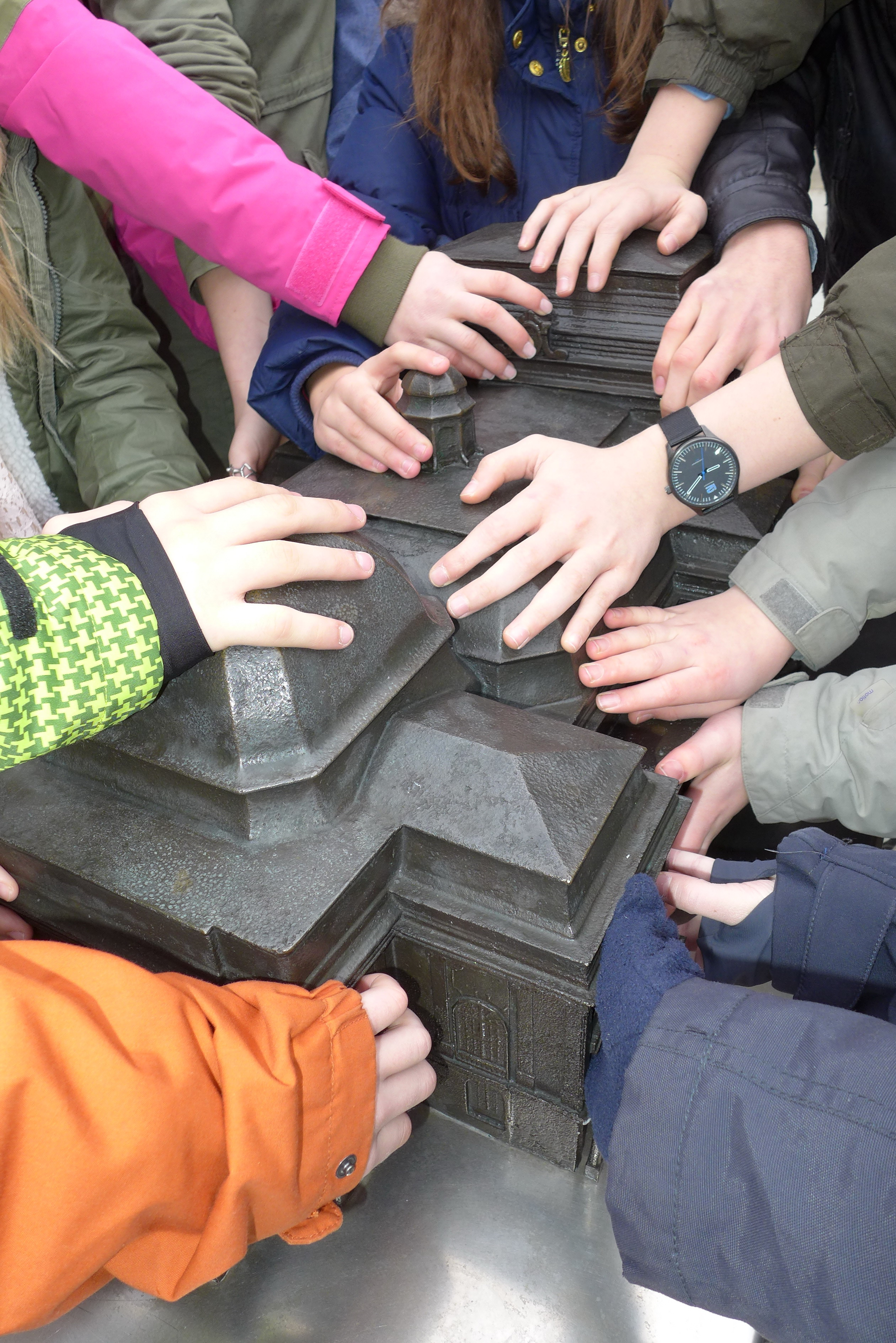
Die Grazer Opern-Miniatur zum besseren Begreifen der Sehenswürdigkeit

Die Graz-Miniaturen sind zumeist aus Bronze gefertigte, dreidimensional erlebbare Miniaturmodelle verschiedener Sehenswürdigkeiten in Graz.

## Idee und Projekt
Die Skulpturen der sogenannten Graz-Miniaturen stellen Tastmodelle verschiedener Grazer Sehenswürdigkeiten dar. Sie zeigen den Grazer Uhrturm, die Grazer Oper, die Grazer Murinsel, das Kunsthaus Graz und das Grazer Rathaus.
Die Idee für die Einrichtung der Graz-Miniaturen hatte Kurt Hohensinner, Behindertenpädagoge, ehemaliger Klubobmann der ÖVP im Grazer Gemeinderat und seit 23. Jänner 2014 amtierender Grazer Stadtrat für Bildung, Integration und Sport, gemeinsam mit Alexander Ceh und Dietmar Ogris. Hohensinner hatte im Jahr 2000 im Rahmen eines Praktikums in den USA mit einer Gruppe behinderter Menschen das kalifornische Disneyland besucht. Dort werden Micky Maus, Donald Duck und ihre Freunde blinden Menschen durch kleine Kunststoffpuppen wahrnehmbar gemacht. Die Disney-Sehenswürdigkeiten wurden der Gruppe sehbehinderter Menschen als Holzminiaturen (Tastmodelle) zum Begreifen zur Verfügung gestellt.
Die Graz-Miniaturen wurden auf Hohensinners Initiative hin für Sehbehinderte, Blinde und Kinder im Rahmen des Projektes Kultur begreifen geschaffen und bis auf die Rathaus-Miniatur von Christian Fuchs (Organic Form Productions) verwirklicht. Die Rathaus-Miniatur stammt vom Linzer Künstler Günther Knoll. Als Erstes bekam der Grazer Uhrturm zusätzlich zu einem gleich großen Schatten – einem Kunstwerk für „Graz 2003“ (als Graz Kulturhauptstadt Europas war) von Markus Wilfling – auch die Gesellschaft eines „Uhrtürmchens“.
Sehbehinderte und blinde Menschen können sich zwar in einem weitläufigen Gebäude bestens orientieren und es ebenso gut kennenlernen wie Menschen mit gesunden Augen; sie können sich aber ein Gebäude und seine Form als Ganzes oft nur schwer vorstellen. Die fünf detailgetreuen Tastmodelle, an denen Menschen mit Sehbehinderungen – aber auch alle Kinder – das jeweilige Bauwerk besser erleben und (be)greifen können, sind vor oder in den abgebildeten Kulturbauwerken positioniert.
Stadtrat Hohensinner hoffte 2014, dass in Zukunft auch Tastmodelle des Grazer Landhauses und des Grazer Doms realisiert werden können. Seit 2018 werden im Durchhaus des Landhauses, innerhalb des Haupttors (Herrengasse) drei Modelle in schwarzem Kunststoff-3D-Druck auf einem zum Besucher hin geneigten Pult präsentiert. Links der Gebäudekomplex aus Landhaus und Zeughaus. Waagrecht in der Mitte das Detail Landstube (mit Eingriffsmöglichkeit in den Raum) und Arkadengang. Und rechts, wieder geneigt, das Medaillon mit dem steirischen Panther aus der Stuckverzierung von Decke und Wand der Landstube.

## Murinsel-Miniatur
Das Tastmodell der Murinsel-Miniatur ist derzeit nicht zugänglich, da es laut Angabe des Murinsel-Kaffeehaus-Betreibers vom 9. Jänner 2014 im Sommer 2013 gestohlen wurde. Eine diesbezügliche polizeiliche Anzeige wurde erstattet, bislang jedoch ohne Erfolg.

## Aufstellort und Orientierung
Die Modelle stehen gut erreichbar auf etwa 60 Zentimeter hohen Podesten oder durch die Darstellung der Geländeebene rundum wie auf einem Tisch mit Mittelsäule ähnlicher Höhe. Nur ein Teil der Modelle steht eingenordet.
Das Modell des Uhrturms steht grob etwa 15 Meter nordnordwestlich des Vorbilds. Das Gelände steigt vom Original zum Modell hin etwas an, wer das Modell angreift hat dabei auch eine gute Sicht auf den Turm. Eine Modellturmseite ist parallel zum Straßenrand des Schlossbergaufgangs orientiert, wodurch das Modell im Vergleich zum Original – in Bezug auf Nord – um etwa 45 Grad verdreht aufgestellt ist.
Das Modell des Kunsthauses steht mit einer Tischkante parallel zur Gebäude Front nahe dem ostseitigen Eingang. Die Blaue Blase des Baus überragt das etwa um 20 Grad verdrehte Modell.
Die überwölbte Rathausdurchfahrt weist Fahrbahn und Gehweg auf getrennt durch Säulenreihen. Rechts zwischen zwei Säulen steht das Modell, es ist eingenordet. Die Durchfahrt ist hofseitig durch Glastüren verschlossen, vorne hauptplatzseitig sind Gittertore, die außerhalb der Arbeitszeiten verschlossen gehalten werden. Das Modell steht somit überdacht und im Blickfeld des Rathausportiers.

## Bildergalerie

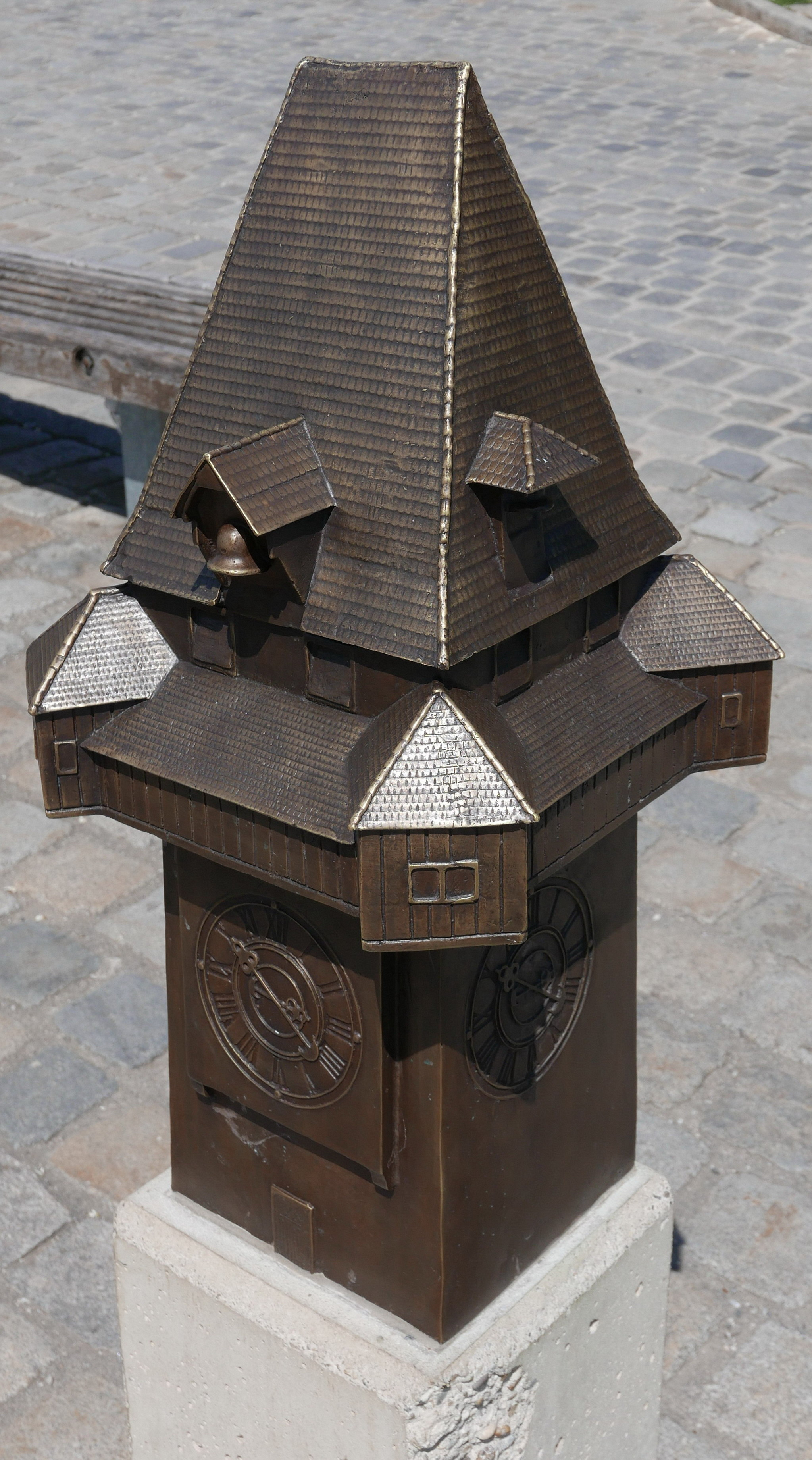
Grazer Uhrturm-Miniatur
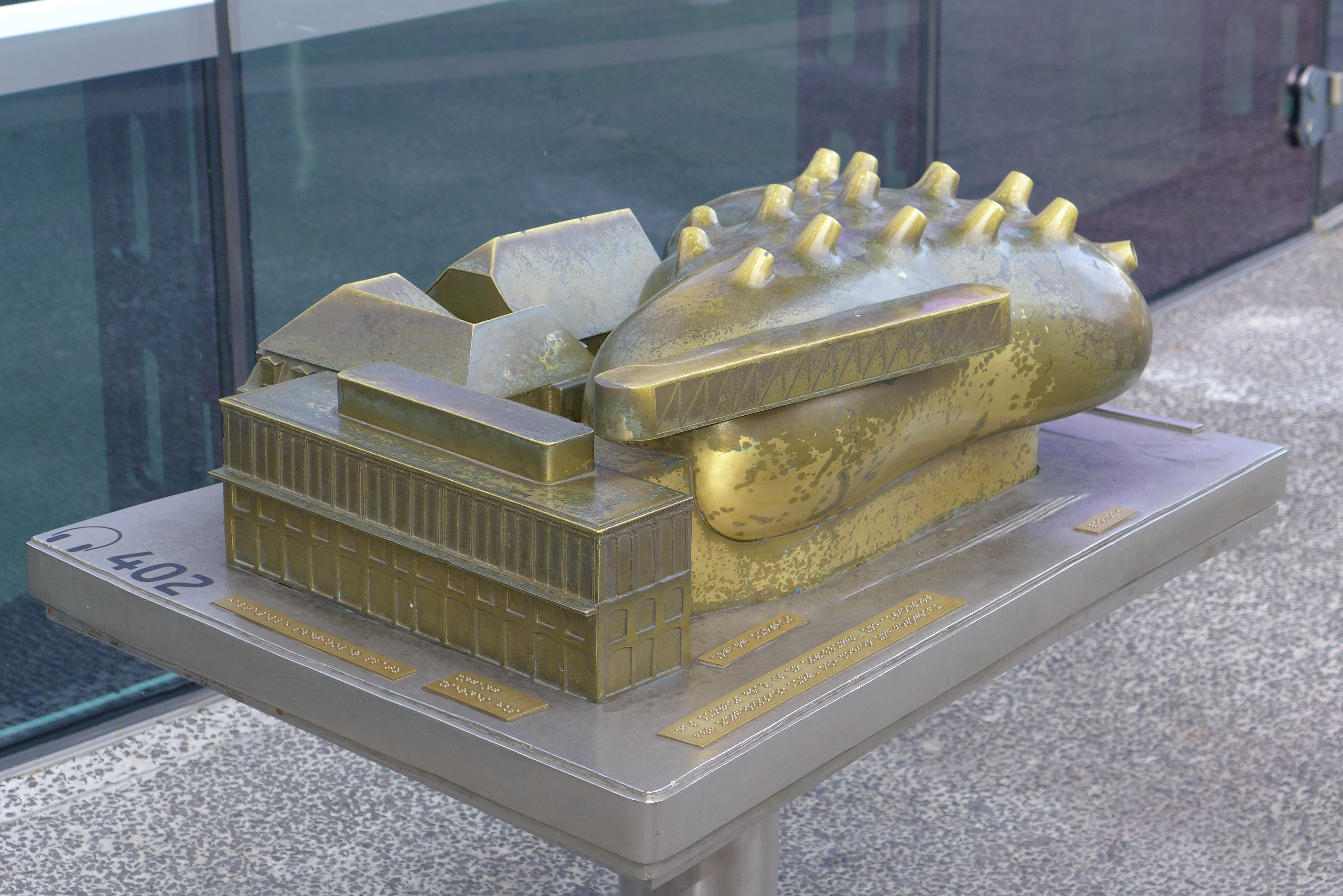
Grazer Kunsthaus-Miniatur mit Brailleschrift-Information
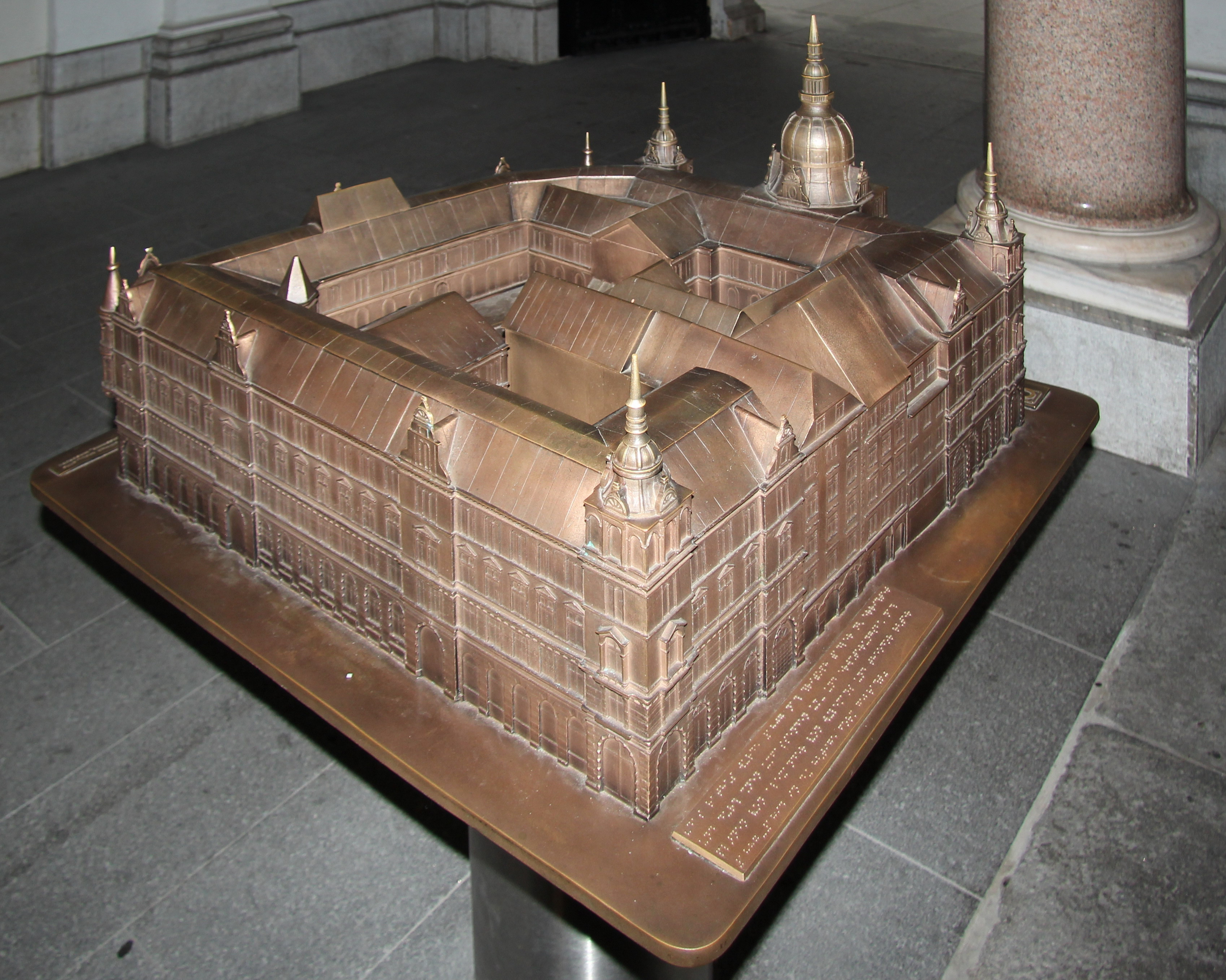
Grazer Rathaus-Miniatur mit Brailleschrift-Information
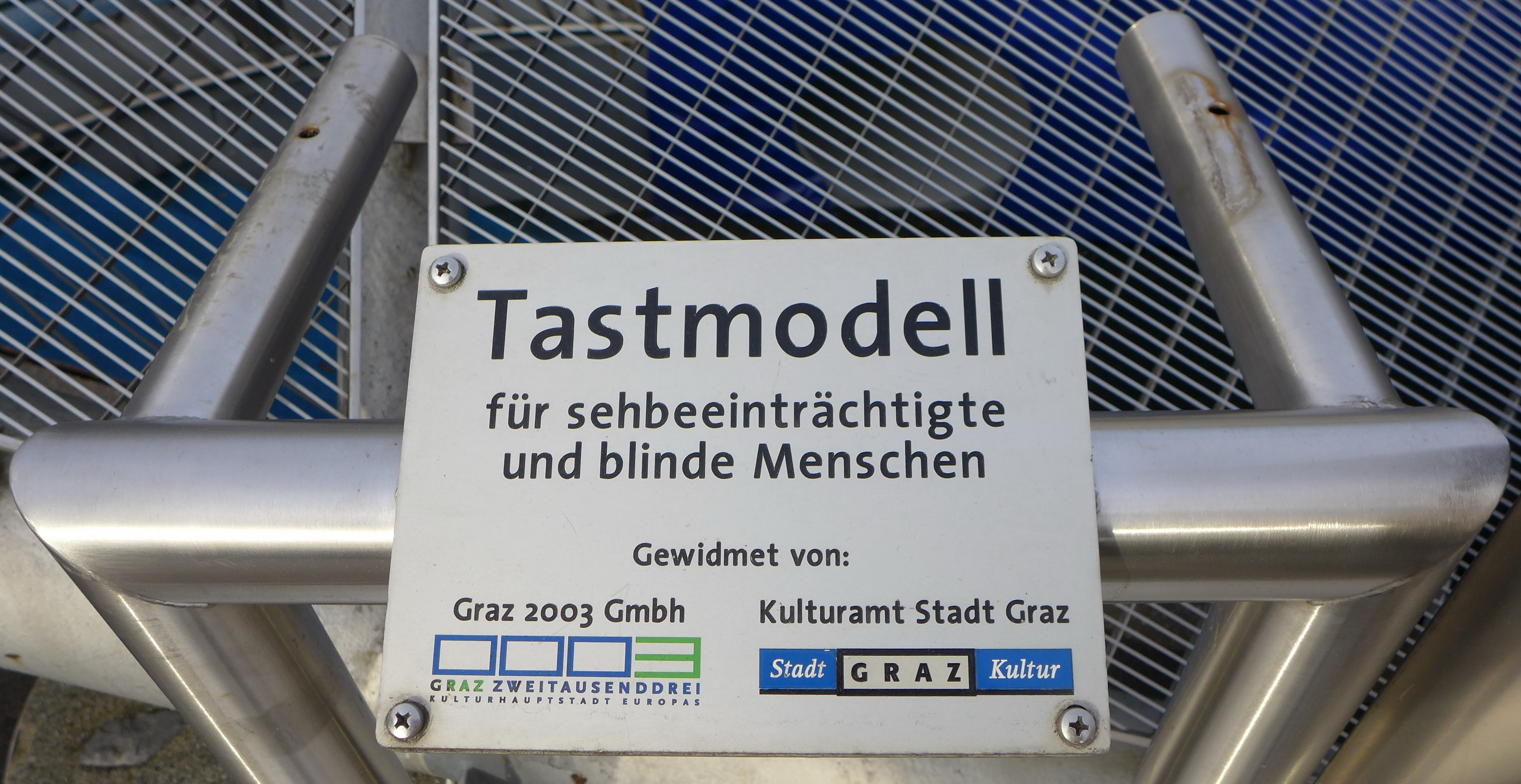
Ehemaliger Standort der Grazer Murinsel-Miniatur, 2013 entwendet

## Ähnliche Modelle anderswo
Gleichartige Modelle gibt es ebenso in Würzburg. Auch neben dem Wiener Stephansdom findet sich ein ähnliches Modell.
Auf der Festung Ehrenbreitstein in Koblenz befindet sich im ersten Hof der ehemals zweitgrößten deutschen Militäranlage ein Bronzemodell der Festung. In Regensburg steht am Donauufer donauabwärts neben dem ältesten Restaurant Regensburgs, der „Wurstkuchl“, ein Bronzemodell der Altstadt, ebenfalls frei zugänglich.
Weiters findet sich am Münsterplatz in Ulm das Ulmer Stadtmodell für Blinde und Sehende aus Bronze, es zeigt jedes der 503 Gebäude der Stadtmitte inklusive der im Bau befindlichen Synagoge maßstabsgetreu.